# 토마스 슈탕가싱거
토마스 슈탕가싱거(독일어: Thomas Stangassinger, 1965년 9월 15일~)는 오스트리아의 은퇴한 알파인 스키 선수이다. 1994년 동계 올림픽 남자 회전 부문에서 금메달을 획득하였으며, 알파인 스키 월드컵에서 회전 부문 종합 우승 1회를 달성했다.